# 普萊恩維尤 (阿肯色州懷特縣)
普萊恩維尤（英語：Plainview）是位於美國阿肯色州懷特縣的一個非建制地區。該地的面積和人口皆未知。

## 地理
普萊恩維尤的座標為35°18′45″N 91°40′38″W / 35.31250°N 91.67722°W，而該地的平均海拔高度為121米（即397英尺）。